# Carlinite
La carlinite est un minéral très rare de la classe minérale des sulfures et des sulfosels. Il cristallise dans le système cristallin trigonal et possède la composition chimique Tl2S. Il s'agit d'un forme particulière du sulfure de thallium(I). Il forme des grains idiomorphes sous une forme rhombique peu développée. Le minéral a une couleur grise, un éclat métallique et est associé à l'or. Il a une dureté très faible.

## Étymologie et histoire
La carlinite a été découverte en 1975 par Arthur S. Radke et Frank W. Dickson. Son nom fait référence à la mine d'or de Carlin (Nevada, États-Unis), où elle a été découverte.

## Classification
Selon la classification de minéraux utilisée par l'Association Minéralogique Internationale (IMA), la carlinite est classée dans la classe minérale des sulfures et sulfosels. Il appartient au sous-groupe "Sulfures métalliques avec un rapport métal / soufre supérieur à 1:1". Ce groupe se subdivise ensuite selon les métaux concernés, plaçant le minéral dans le sous-groupe « avec mercure ou thallium » selon sa composition 
La classification des minéraux selon Dana, qui est principalement utilisée dans le monde anglophone, attribue également la carlinite à la classe des "sulfures et sulfosels" et à la sous-classe "sulfures - y compris les séléniures et les tellurures - de composition AmBnXp, avec (m+n):p=2:1".

## Structure cristalline
La carlinite cristallise dans le système cristallin trigonal selon les paramètres de réseau a = 12,12 Å et c = 18,18 Å. Il possède 27 unités formulaires par maille.

## Propriétés
Présente sous forme de sulfure de thallium(I), la carlinite s'oxyde à l'air et devient plus sombre et perd de son éclat.

## Extraction et utilisations
Aujourd'hui, seuls deux sites d'extraction de la carlinite sont connus. Ils sont tous deux situés dans le district de Lynn, au Nevada, aux États-Unis. 
On retrouve souvent la carlinite associée à d'autres métaux tel que l'or, l'arsenic, l'antimoine, le mercure, l' oxyde de thallium(III), mais également à des carbones organiques et du quartz.